# Imar Ua h-Aedacháin
Imar Ua h-Aedacháin [ˈivar uə ˈheːðaxɑːnʲ] (neuirisch Íomhar Ó hAodhagháin, anglisiert Ivor O’Hegan; * Ende des 11. Jahrhunderts in Irland; † 1134 in Rom) gründete das den Aposteln Peter und Paul gewidmete Kloster und spätere Augustinerchorherrenstift in Armagh.

## Leben
Unsere Kenntnisse über Imar verdanken wir primär der Hagiographie von Bernhard von Clairvaux über Malachias. Um 1114 oder 1115 fiel Malachias entsprechend der Schilderung von Bernhard die strenge asketische Lebensführung von Imar in einer Zelle in der Nähe der Kirche von Armagh auf. Imar gewann in Malachias einen gelehrigen Schüler, dem er die alten Traditionen irischen monastischen Lebens weitergeben konnte. Da Malachias einer angesehenen Familie entstammte, gab sein Interesse an Imar und seiner Lebensweise ein Beispiel, dem rasch weitere nachfolgten, so dass eine klösterliche Gemeinschaft entstand, die den beiden Aposteln Peter und Paul gewidmet war.
Imar und der Erzbischof von Armagh Cellach Mac Aodh müssen ein gutes Vertrauensverhältnis gehabt haben.  So empfahl Imar seinen Schüler an Cellach weiter, der ihn 1117 oder 1118 zum Diakon weihte und auch später so nachhaltig förderte, dass er sein Nachfolger werden konnte. Umgekehrt fand auch das Kloster von Imar den Segen des Erzbischofs, als die für das Kloster errichtete Steinkirche am 12. November 1126 von Cellach eingeweiht wurde.
Umso schwerer muss für Imar die Zeit nach dem Tode von Cellach während des darauf folgenden Schismas in der Nachfolge Patricks in Armagh von 1129 bis 1134 gewesen sein, als die in traditioneller Erbfolge eingesetzten Muirchertach Mac Domnall und Niall Mac Aodh sich dem 1132 als Erzbischof von Armagh eingesetzten Malachias widersetzten.
Es ist zu vermuten, dass Malachias, als er 1134 wieder nach Armagh kam, wieder Kontakt zu Imar aufnahm und in dieser Zeit Imar und seine Klostergemeinschaft überzeugte, die Regel des heiligen Augustinus anzunehmen. Es gibt hierfür allerdings nur Indizien, da nicht genau bekannt ist, wann der Orden der Augustiner-Chorherren seinen Weg nach Irland fand. Aus der Hagiographie von Bernhard ergibt sich ein Hinweis, dass bereits vor 1137 ein Stift in der Umgebung von Malachias gegründet worden ist. Das ist sehr plausibel, da bereits 1125 nachweislich über dreißig Augustinerchorherrenstifte in England und Wales existierten.
1134 unternahm Imar eine Pilgerreise nach Rom, die Peter und Paul als Patrone hat, und verstarb dort.

## Sekundärliteratur
- Aubrey Gwynn, R. Neville Hadcock: Medieval Religious Houses. Ireland. Longman, London 1970, ISBN 0-582-11229-X.
- Aubrey Gwynn: The Irish Church in the Eleventh and Twelfth Centuries. Four Courts Press, Dublin 1992, ISBN 1-85182-095-7.

| Personendaten    | Personendaten                                                                         |
| ---------------- | ------------------------------------------------------------------------------------- |
| NAME             | Ua h-Aedacháin, Imar                                                                  |
| ALTERNATIVNAMEN  | O’Hagan, Imar (englisch); O’Hegan, Ivor (englisch); Ó hAodhagháin, Íomhar (neuirisch) |
| KURZBESCHREIBUNG | Gründer des Augustinerchorherrenstifts in Armagh                                      |
| GEBURTSDATUM     | 11. Jahrhundert                                                                       |
| GEBURTSORT       | Irland                                                                                |
| STERBEDATUM      | 1134                                                                                  |
| STERBEORT        | Rom                                                                                   |